# St. Hedwig (Radoschau)

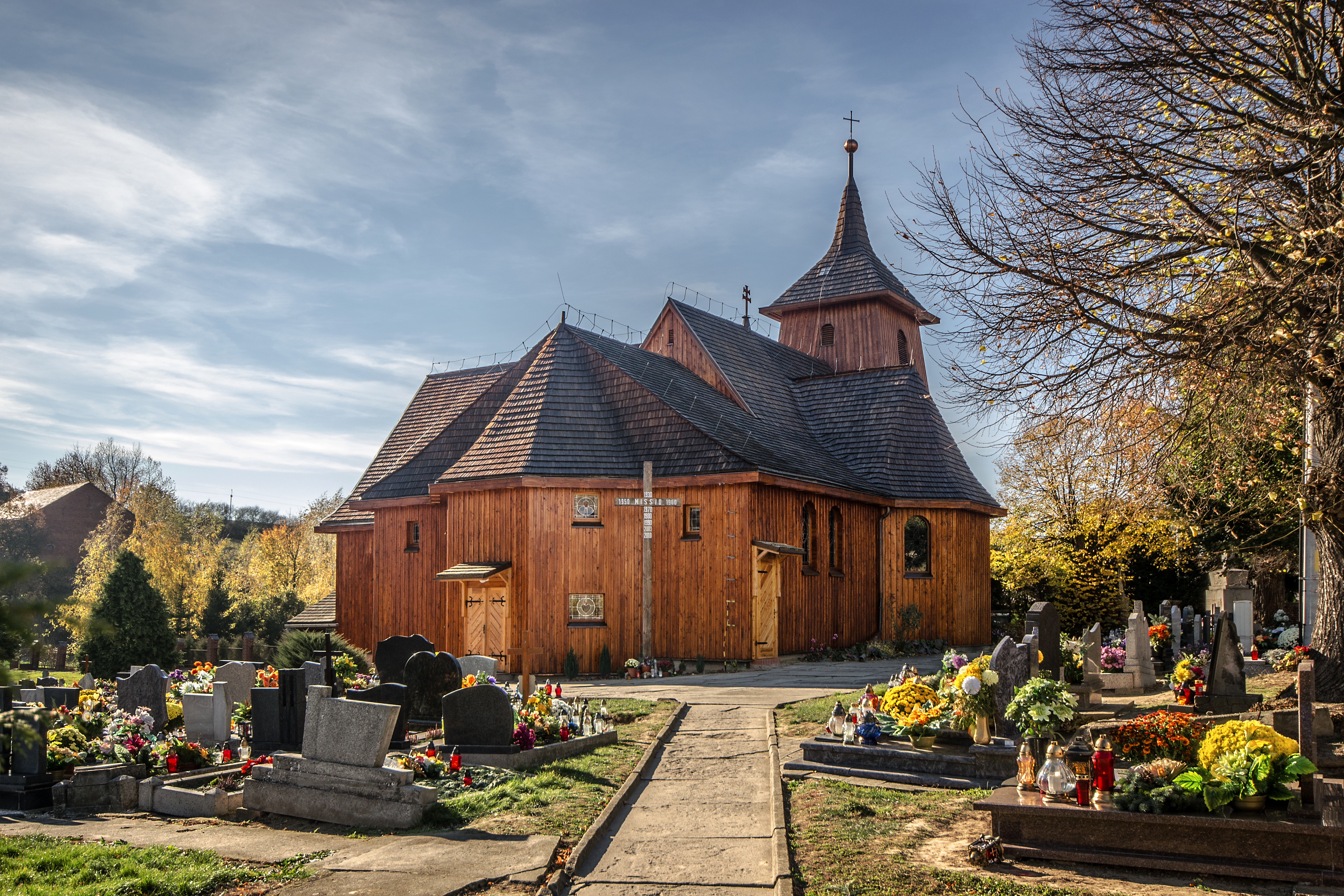
Radoschau, St. Hedwig

Die Kirche St. Hedwig (polnisch Kościół św. Jadwigi Śląskiej) befindet sich im oberschlesischen Radoschau.

## Geschichte der Radoschauer Holzkirchen
Möglicherweise befand sich an der Stelle der heutigen Kirche in der Mitte des Friedhofs schon zu heidnischer Zeit eine Kultstätte.
In einer Urkunde von 1400 wird Nikolaus von Radoschau als Pfarrer genannt, was auf Existenz einer Kirche hinweist. Die erste Beschreibung der Kirche stammt aus einem Visitationsbericht von 1679. Laut diesem war die Kirche aus Holz, mit Lehm verklebt, 24 Ellen lang und 14 Ellen breit, und im Inneren weiß übertüncht. Auch von 1687 bis 1688 ist ein Visitationsbericht überliefert. Nach einem Visitationsbericht von 1697 war auch der Glockenturm aus Holz. Nach diesen Beschreibungen konnte die Kirche keine Schrotholzkirche sein. Möglicherweise ähnelte der Bau den örtlichen Holzhäusern oder Lehmspeicher.
Nach dem Proventenbuch von Radoschau wurde 1730 am selben Ort eine Kirche aus Schrotholz neu errichtet. Die Wände des Chors dieser Kirche bestanden aus Balken von Kiefernholz, die an den Ecken schwalbenschwanzähnlich verzahnt waren. Den Grundriss bildete ein rechteckiger Chor, eine Apsis, die aus drei Seiten eines Achtecks bestand, die nördlich ausgerichtete Sakristei, und das quadratische Schiff von 8,7 × 8,7 m.
Die Kirchengemeinde umfasste die Orte Radoschau, Dobischau und Chrost.
Nach 199 Jahren musste die Schrotholzkirche 1929 erneuert werden. Zunächst war geplant, die alte Kirche auszubessern und zu erweitern. Jedoch wurde festgestellt, dass der Bau nicht zu retten war. Die neue Kirche, wiederum aus Holz, wurde 1930 erbaut. Das Querschiff der Kirche steht auf dem Platz der alten Kirche, das Langschiff wurde nach Süden gezogen, auf den bereits fertiggestellten Grundmauern des ursprünglich geplanten Erweiterungsbaus. Die Apsis wurde nach Norden gedreht. Dort wo früher die Sakristei stand, befindet sich nun eine Beichthalle. An der Stelle des vorherigen Hochaltars sind jetzt Emporen erbaut. Das Langschiff erhielt im Süden einen Haupteingang. Unter dem Orgelchor befindet sich eine Inschrift von 1730, die in eingeschnittenen Buchstaben auf Polnisch an den Grundherrn und Stifter Karl Anton von Lippa erinnert.
Die Glocke der Kirche kam in Folge des Zweiten Weltkriegs nach Gelsenkirchen. Im Jahr 2022 ist geplant, diese Glocke dem Ort und seinen teils deutschsprachigen Einwohnern zurückzugeben.

## Ausstattung
Zwei Seitenaltäre stammen aus dem 18. Jahrhundert. Unter dem Orgelchor befindet sich eine weiße Marmorplatte, deren Inschrift aber nicht erhalten ist. Urkunden belegen, dass dort die Großmutter von Joseph von Eichendorff, Johanna von Eichendorff geb. von Salisch beerdigt wurde.